# Lijst van personen overleden in maart 2024
Dit is een lijst van bekende personen die zijn overleden in maart 2024.

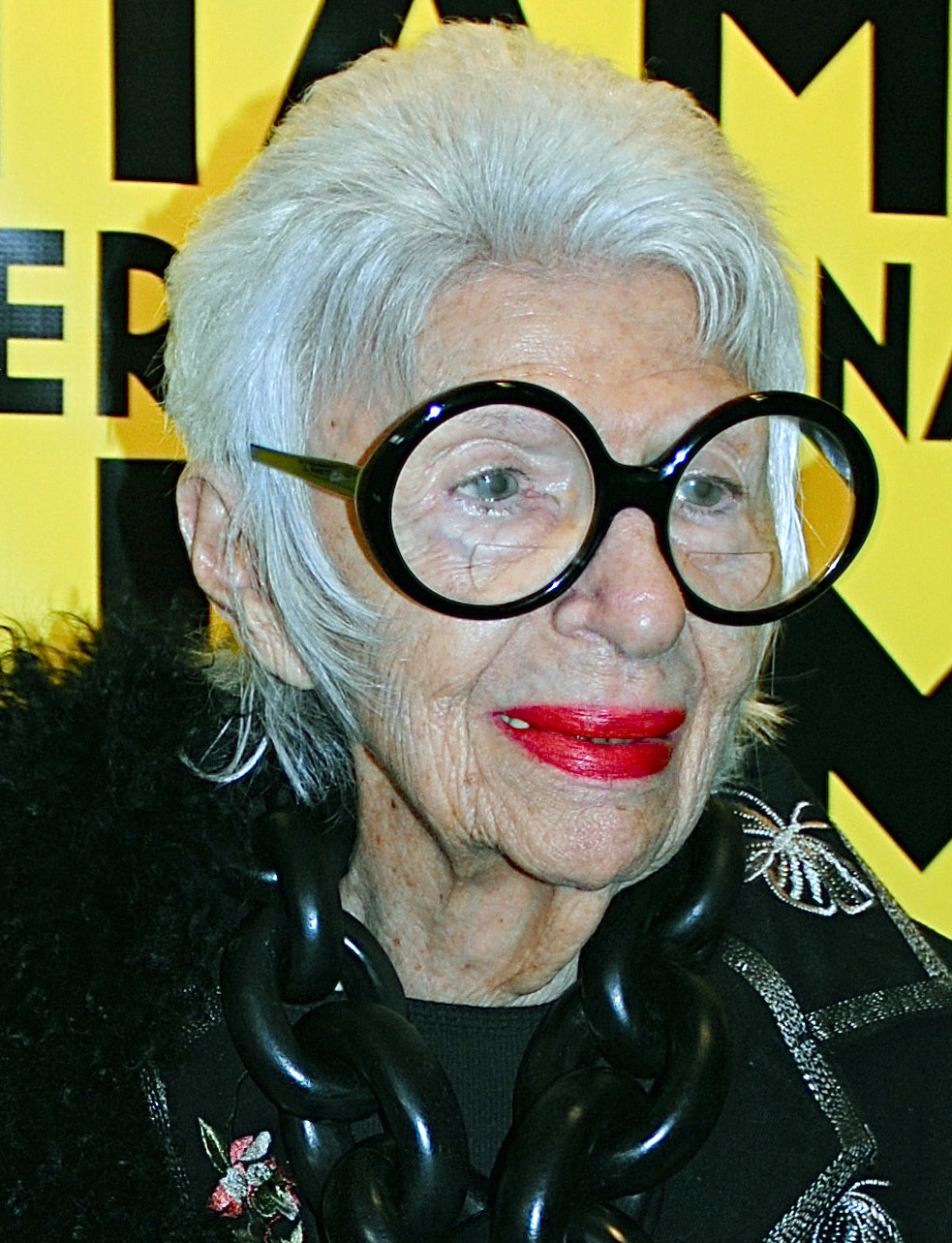
Iris Apfel
1 maart

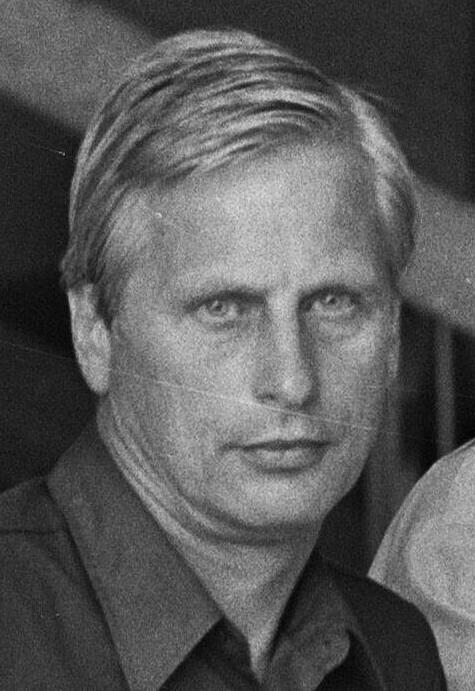
Richard Schoonhoven
3 maart

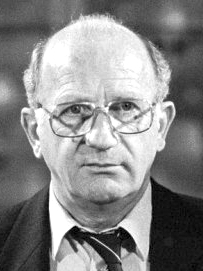
Kees Rijvers
4 maart

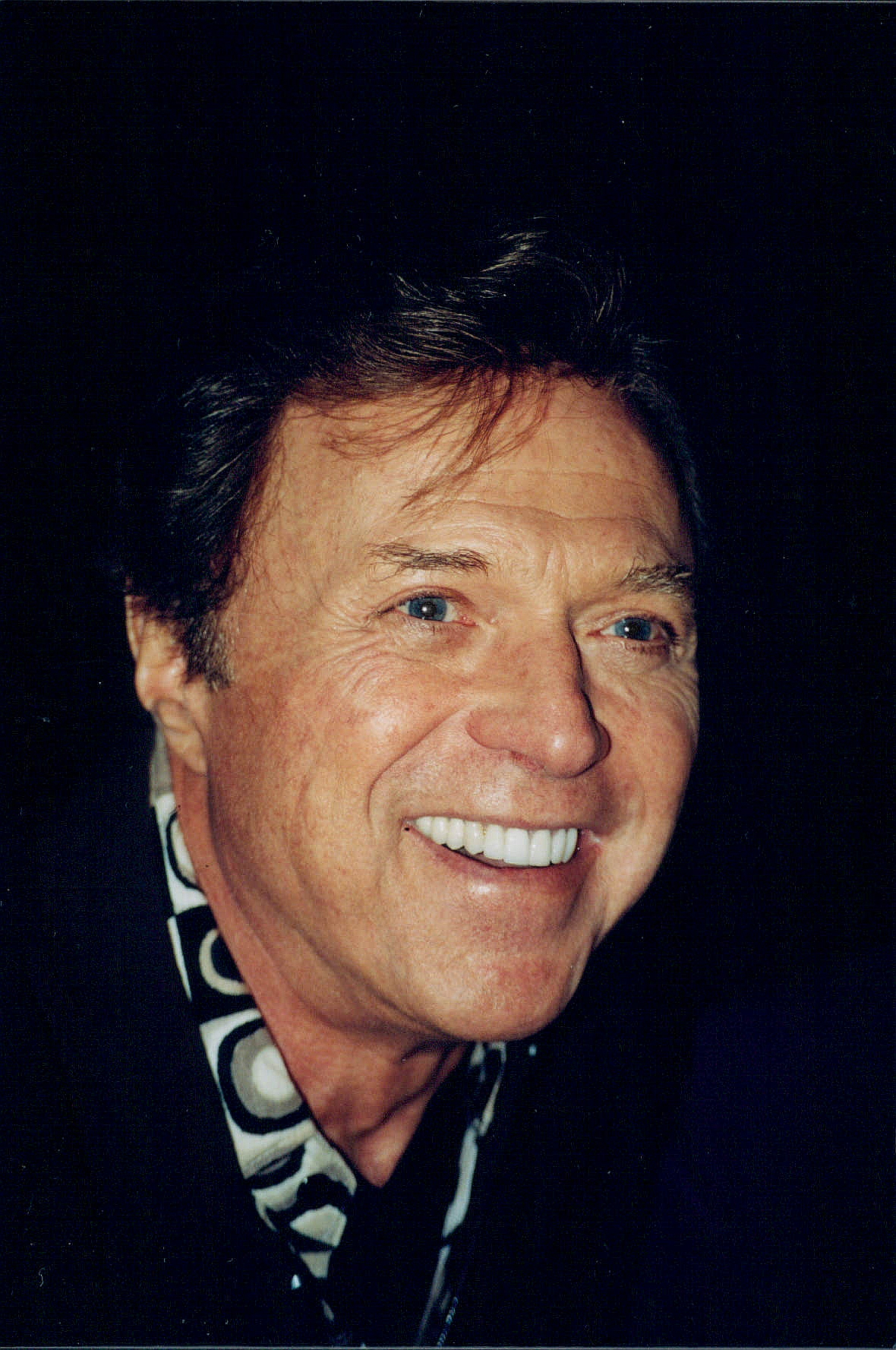
Steve Lawrence
7 maart

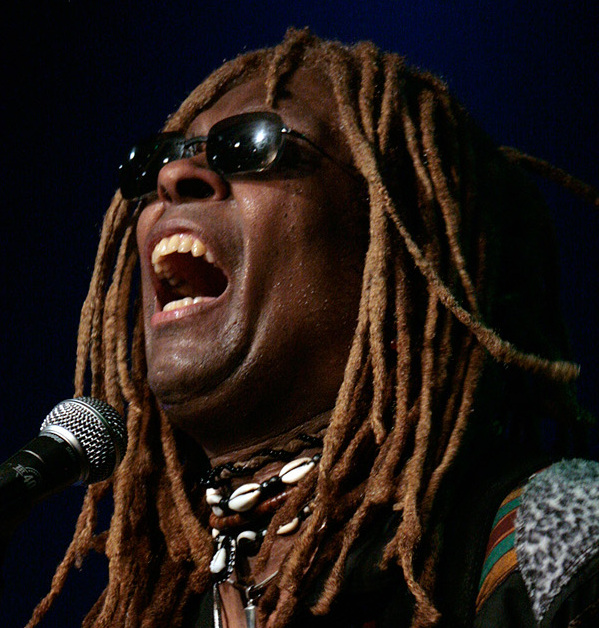
T.M. Stevens
10 maart

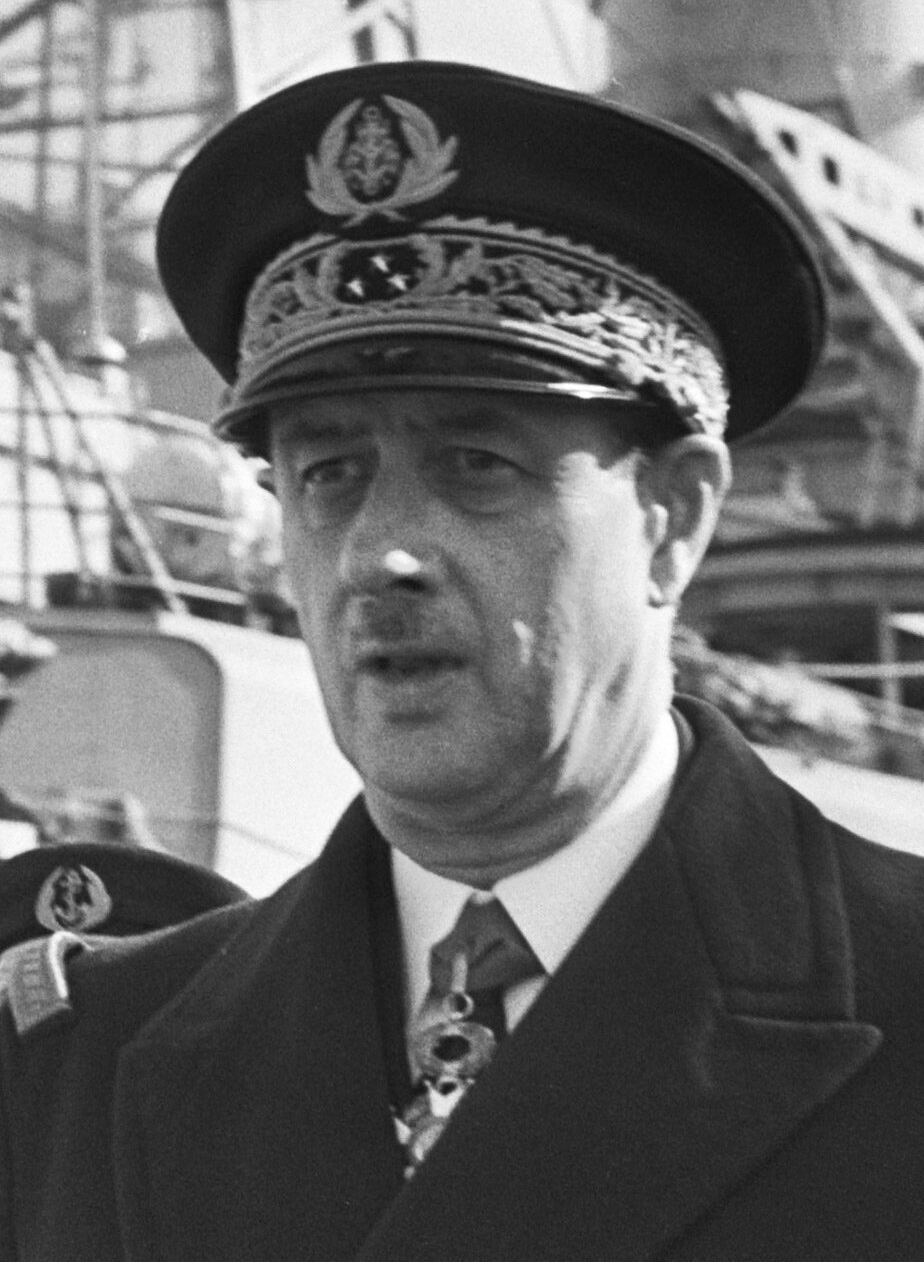
Philippe de Gaulle
13 maart

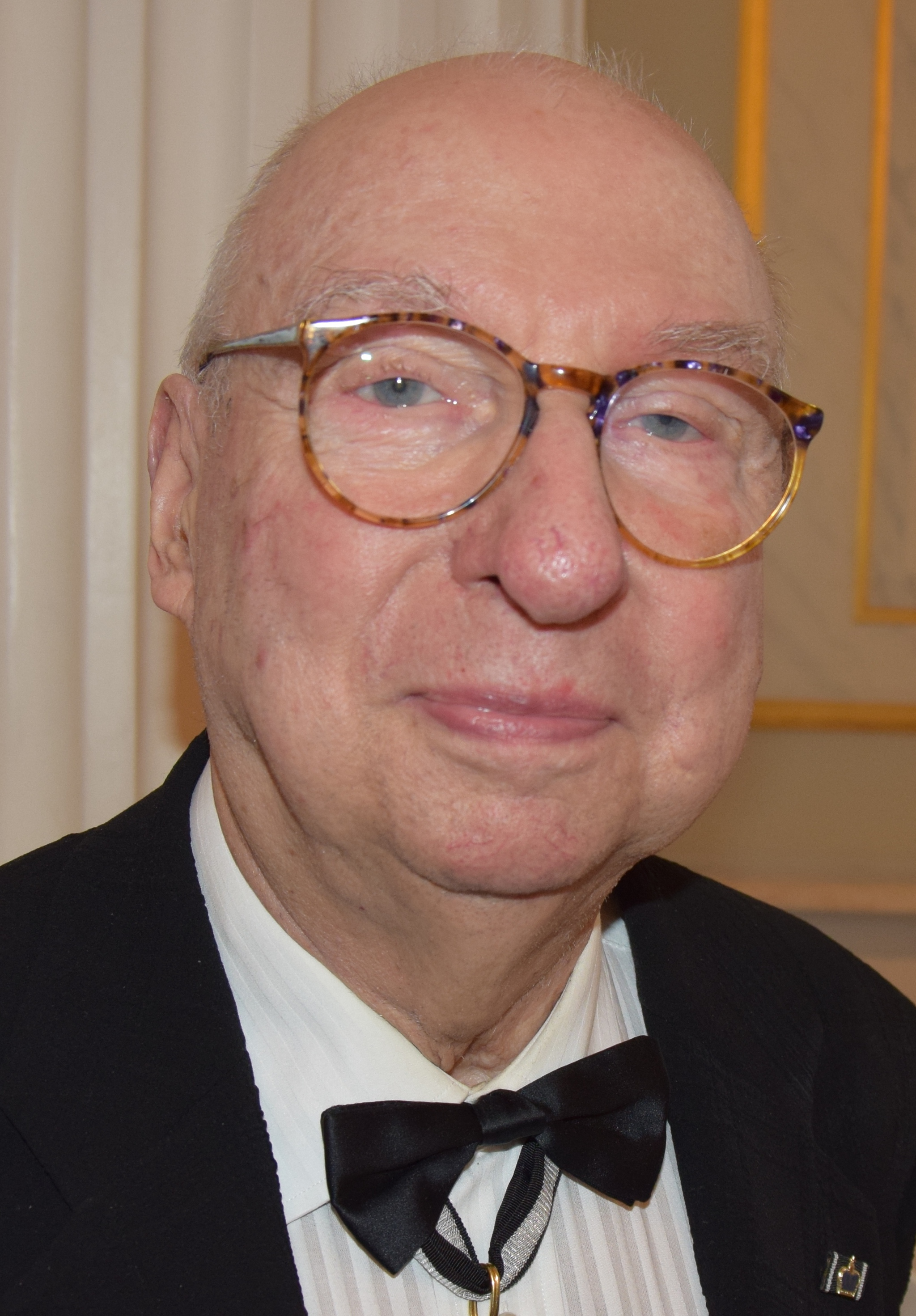
Aribert Reimann
13 maart

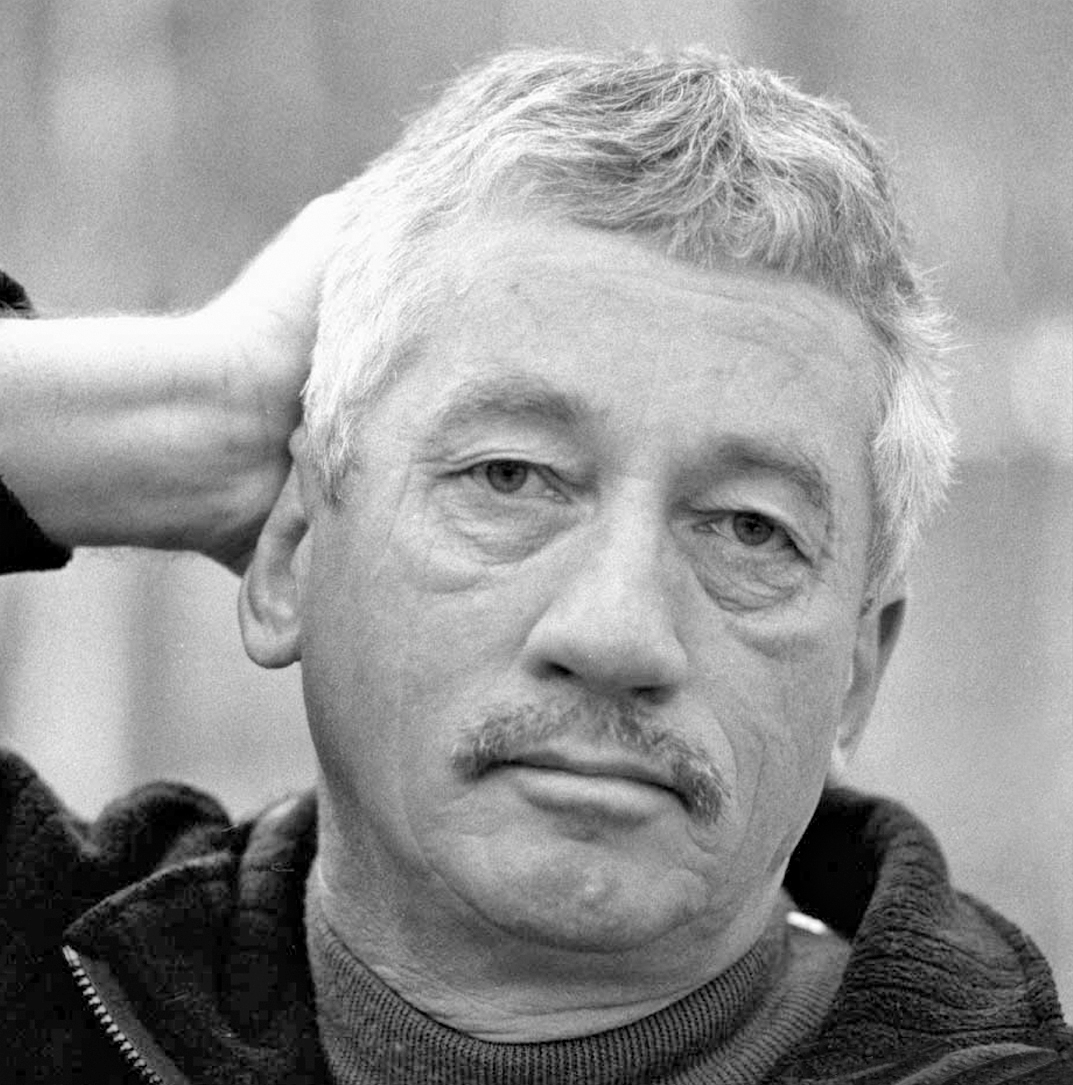
Frans de Waal
14 maart

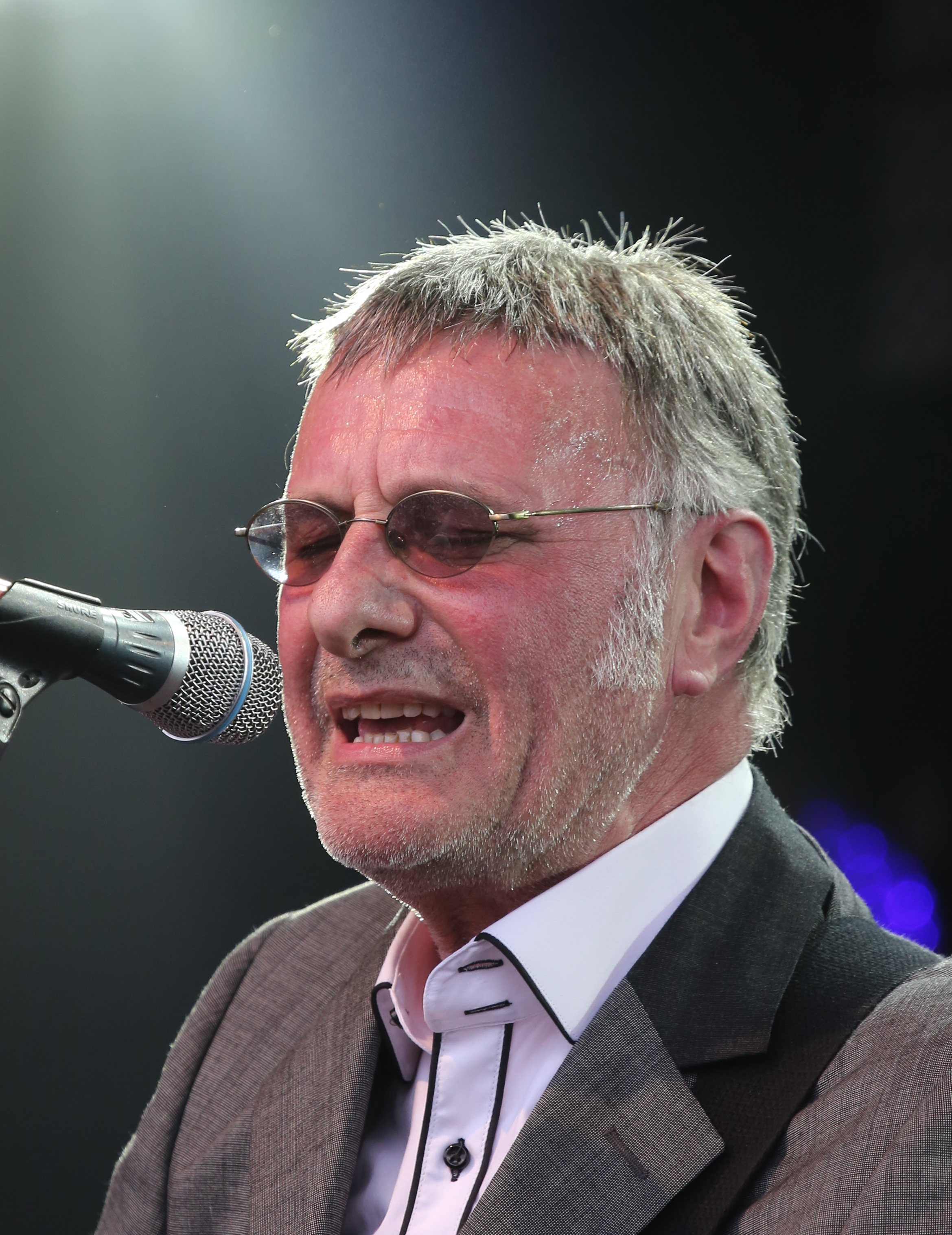
Steve Harley
17 maart

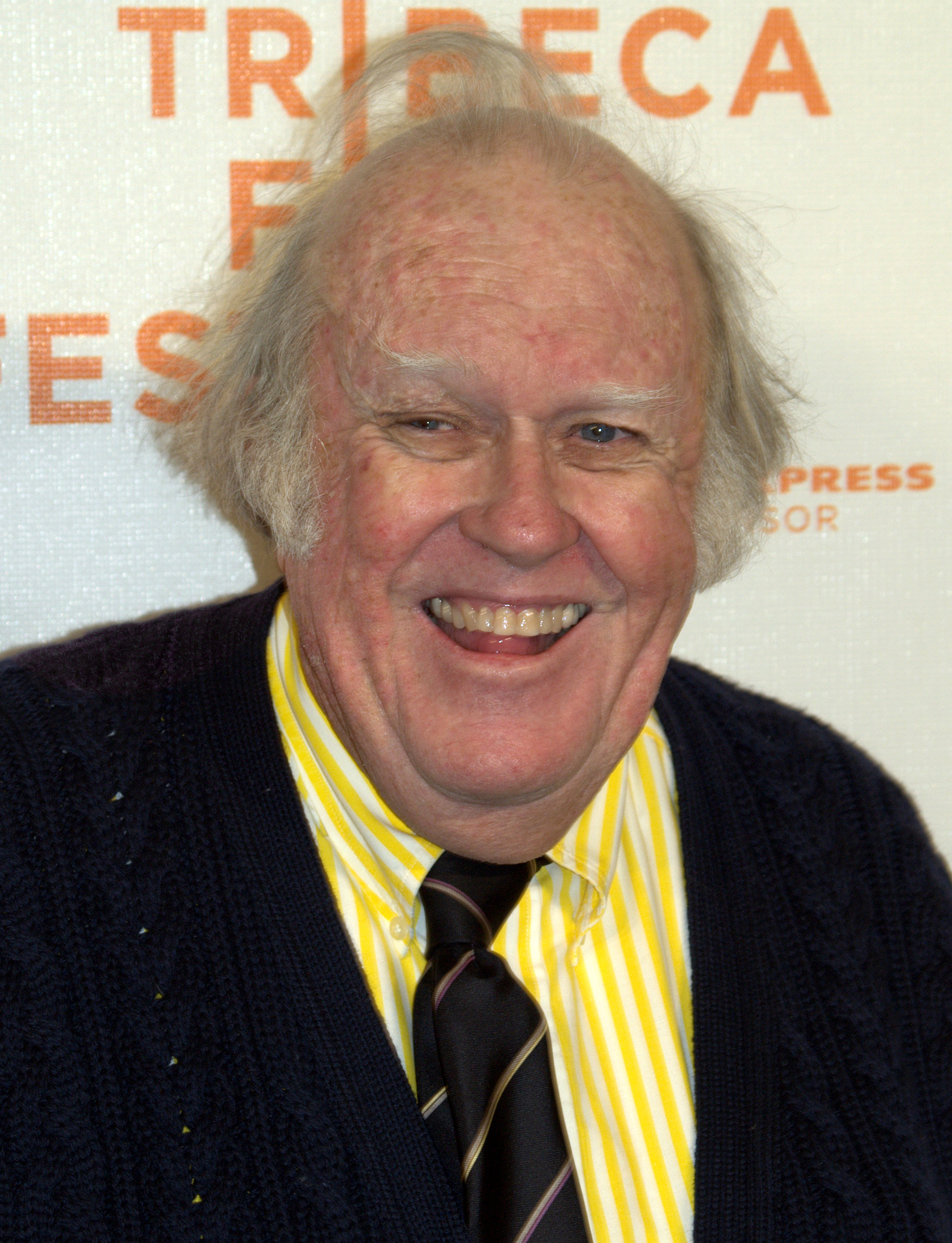
M. Emmet Walsh
19 maart

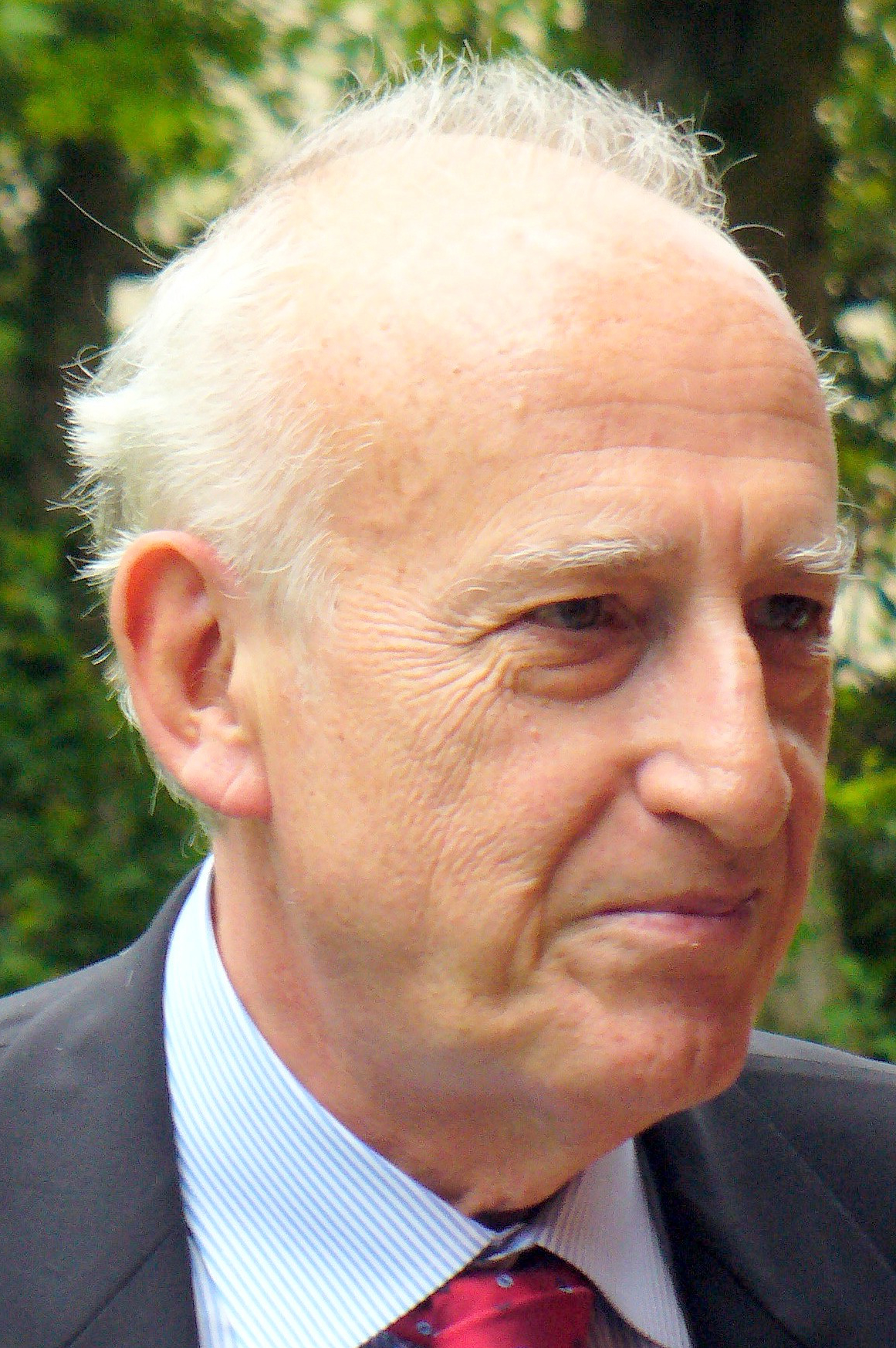
Maurizio Pollini
23 maart

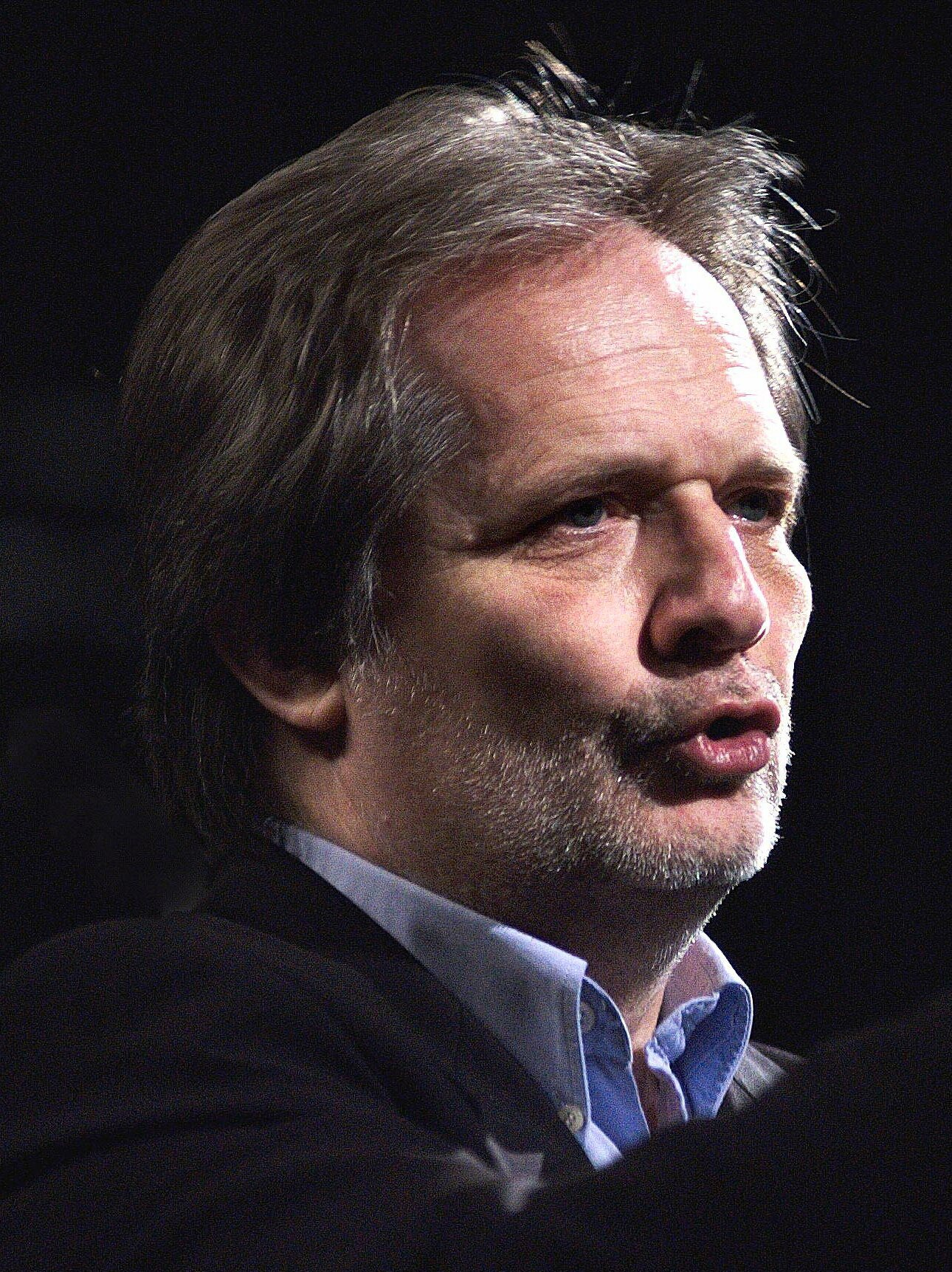
Péter Eötvös
24 maart

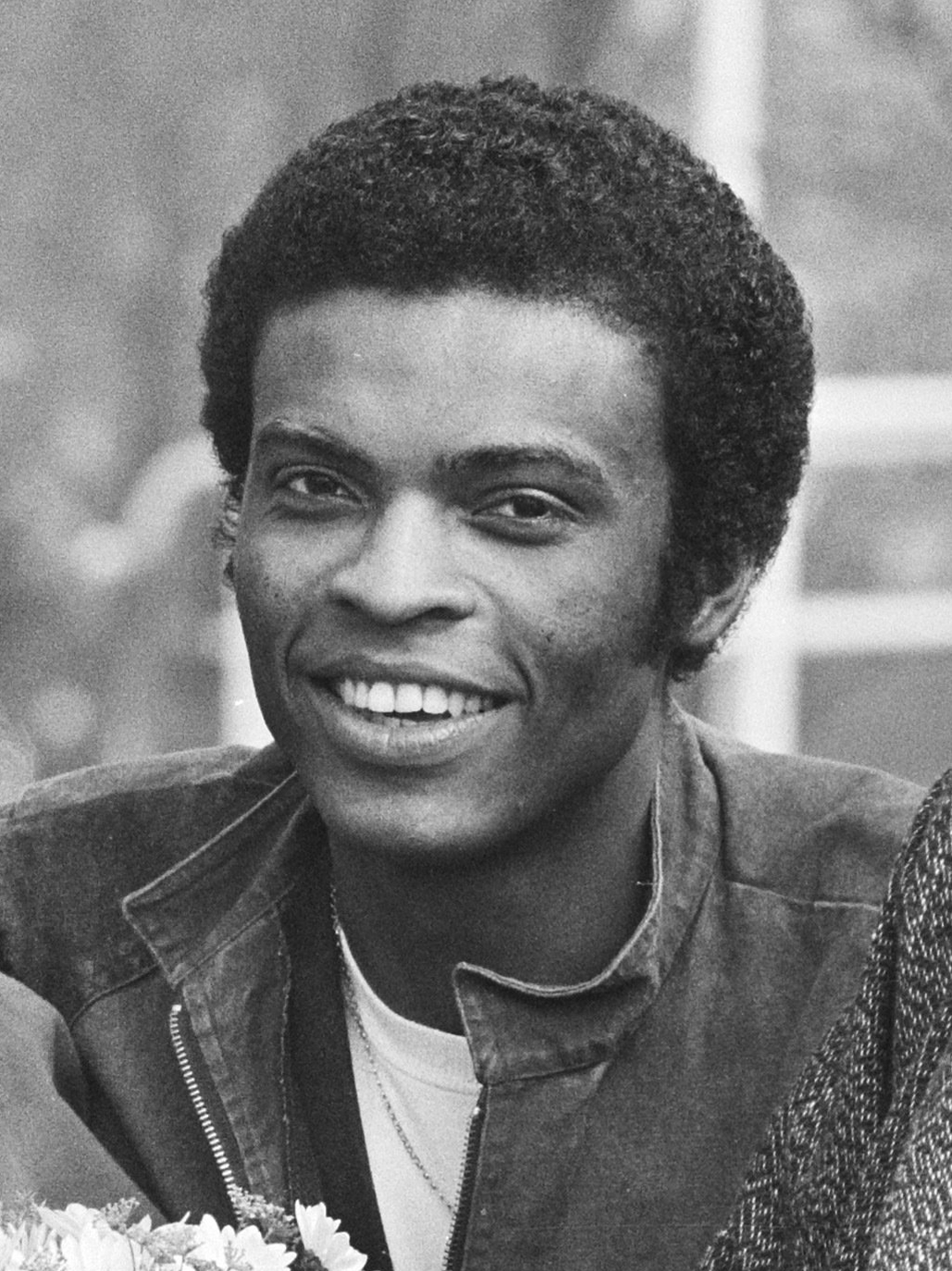
Humphrey Campbell
25 maart

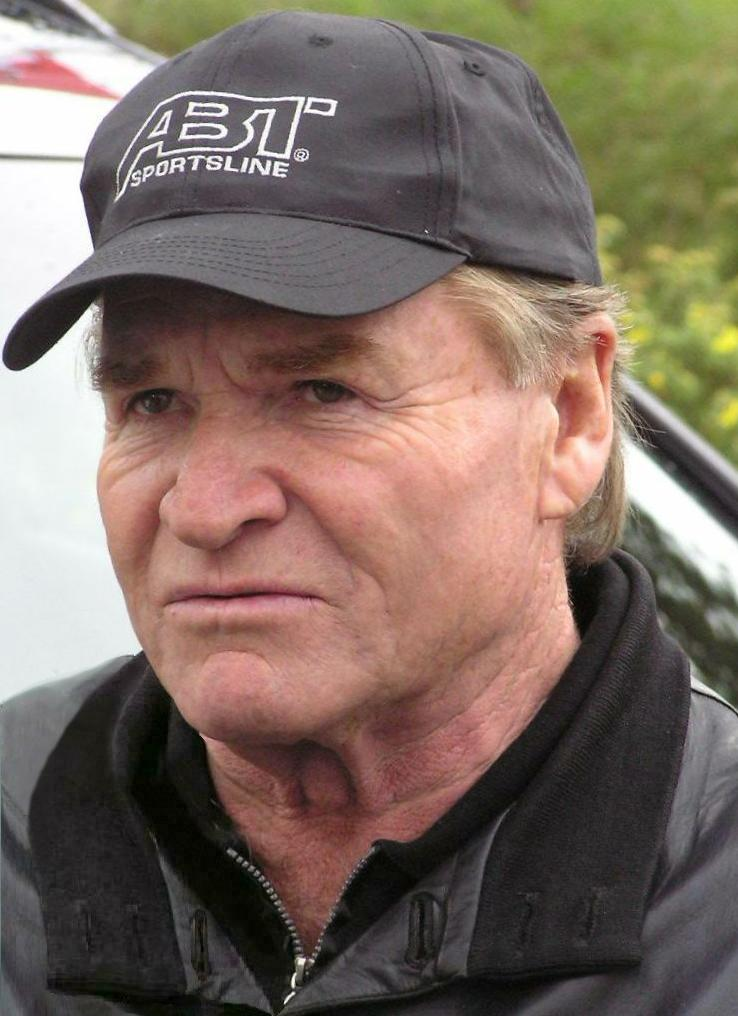
Fritz Wepper
25 maart

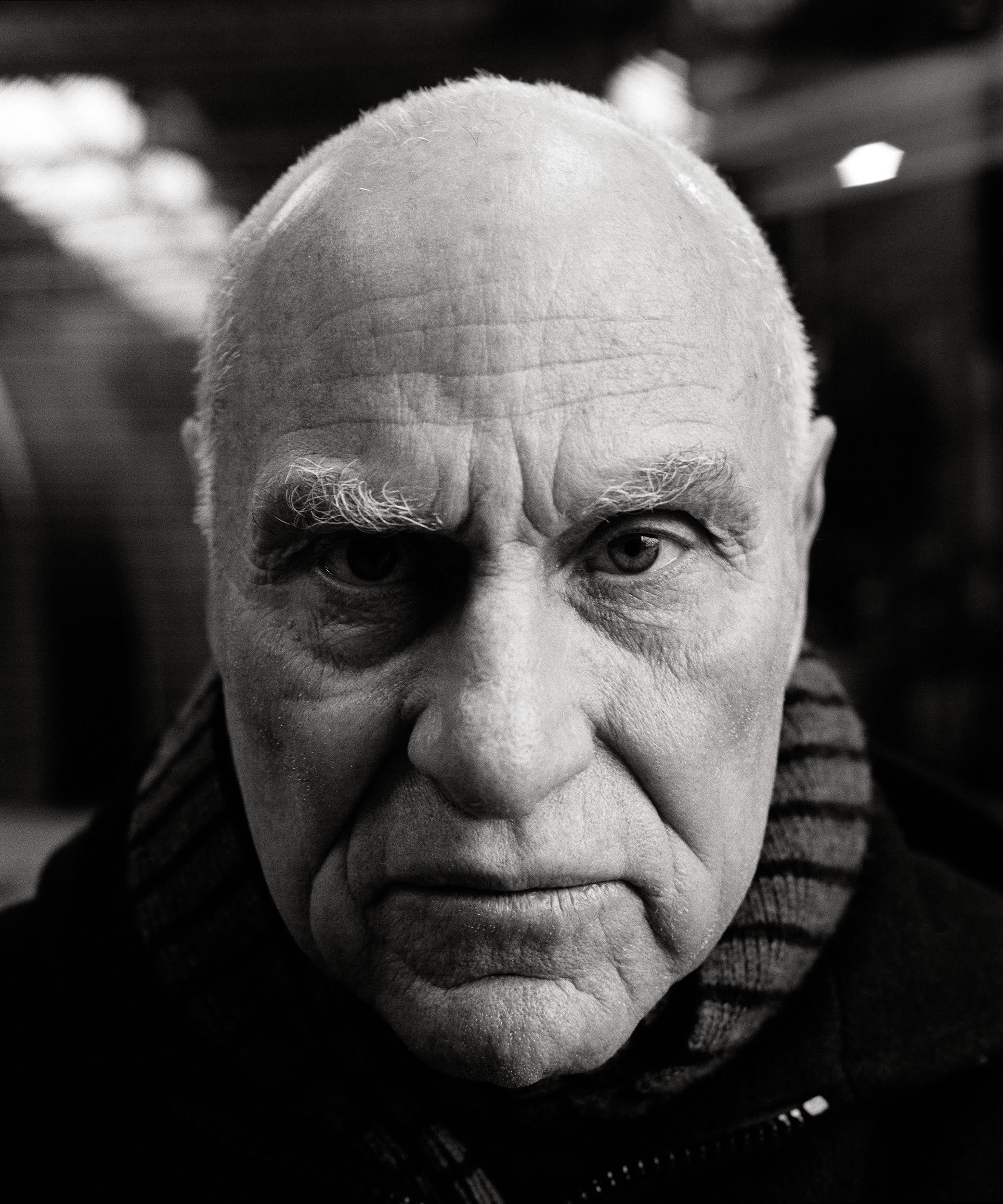
Richard Serra
26 maart

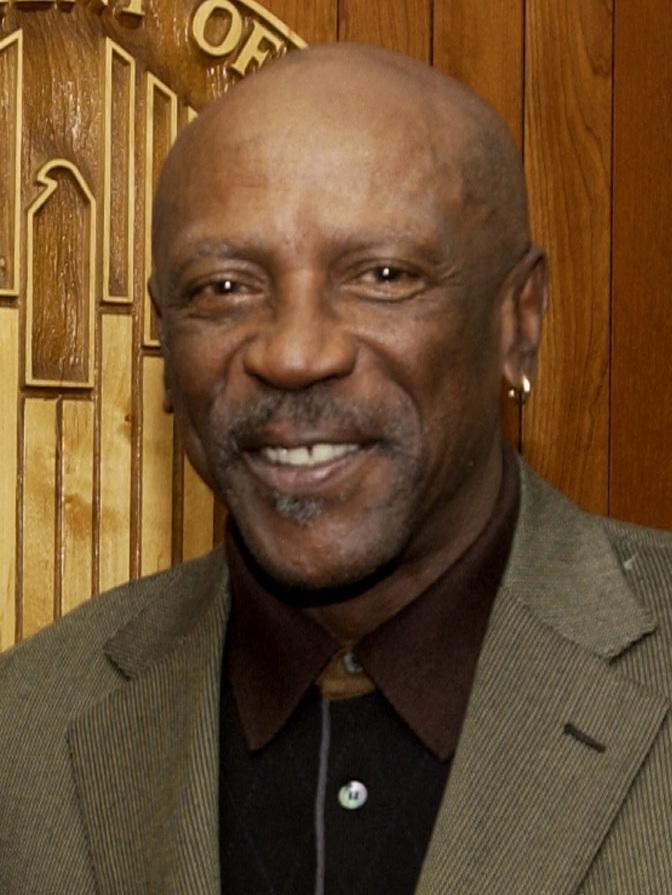
Louis Gossett jr.
29 maart

| 1 | 2 | 3 | 4 | 5 | 6 | 7 | 8 | 9 | 10 | 11 | 12 | 13 | 14 | 15 | 16 | 17 | 18 | 19 | 20 | 21 | 22 | 23 | 24 | 25 | 26 | 27 | 28 | 29 | 30 | 31 |
| - | - | - | - | - | - | - | - | - | -- | -- | -- | -- | -- | -- | -- | -- | -- | -- | -- | -- | -- | -- | -- | -- | -- | -- | -- | -- | -- | -- |

### 1 maart
- Iris Apfel (102), Amerikaans interieurontwerpster en mode-icoon[1]
- Jan Edelman Bos (98), Nederlands bedrijfskundige[2]
- Péter Povázsay (78), Hongaars kanovaarder[3]
- Akira Toriyama (68), Japans stripboekauteur en -tekenaar[4]

### 2 maart
- Jim Beard (63), Brits muzikant[5]
- Maurice Bembridge (79), Brits golfer[6][7]
- Janice Burgess (72), Amerikaans scenarioschrijver en televisieproducent[8]
- Søren Pape Poulsen (52), Deens politicus[9]
- Antoine Predock (87), Amerikaans architect[10]

### 3 maart
- Eleanor Collins (104), Canadees jazzzangeres[11]
- Agbéyomé Messan Kodjo (69), Togolees politicus[12]
- Richard Schoonhoven (92), Nederlands journalist en mediadirecteur[13]
- Makoto Shinohara (92), Japans componist[14]
- Atie Voorbij (83), Nederlands zwemster[15]

### 4 maart
- Tony Green (85), Brits televisiepresentator en dartscommentator[16]
- Kees Rijvers (97), Nederlands voetballer en voetbaltrainer[17][18]
- B.B. Seaton (79), Jamaicaans reggaezanger, songwriter en muziekproducent[19]
- Francisco Javier Errázuriz Talavera (81), Chileens politicus[20]

### 5 maart
- Luc Boyer (88), Nederlands mimespeler[21]
- Vadym Hladoen (86), Oekraïens basketbalspeler[22]

### 6 maart
- Rob den Besten (83), Nederlands bestuurder[23]
- Jose Concepcion (92), Filipijns bestuurder en politicus[24]
- Joep Coppens (83), Nederlands beeldhouwer[25]
- Ahmet Koç (46), Belgisch politicus[26]

### 7 maart
- Jean-Paul Colonval (84), Belgisch voetballer[27]
- Peter Jelgersma (81), Nederlands filmmaker en media-adviseur[28]
- Steve Lawrence (88), Amerikaans entertainer[29]
- Bert van der Leeden (74), Nederlands ondernemer[30]
- Ewald Ombre (82), Surinaams rechter[31]

### 8 maart
- Henry Chakava (77), Keniaans uitgever[32]
- Herbert Kroemer (95), Duits-Amerikaans natuurkundige en Nobelprijswinnaar[33]

### 9 maart
- Malcolm Holcombe (68), Amerikaans singer-songwriter[34]

### 10 maart
- Percy Adlon (88), Duits filmproducent en -regisseur[35]
- Eric Carmen (74), Amerikaans singer-songwriter[36]
- Petrus Ceelen (81), Belgisch theoloog en auteur[37]
- Wim Streep (79), Nederlands beeldend kunstenaar[38]
- T.M. Stevens (72), Amerikaans basgitarist[39]
- Karl Wallinger (66), Brits muzikant[40]

### 11 maart
- Charlie Bird (74), Iers journalist en presentator[41]
- Paul Denis (81), Haïtiaans politicus[42]
- Marina van der Es-Siewers (111), Nederlands oudste inwoner[43]
- Nico Gerzee (89), Nederlands politicus[44][45]
- Auke Tellegen (94), Nederlands-Amerikaans psycholoog[46]

### 12 maart
- Rolf Blättler (81), Zwitsers voetballer[47]
- Tom Haenen (79), Nederlands operazanger[48][49]
- Marianne Seine (63), Nederlands actrice en regisseur[50]

### 13 maart
- Stefan Abadzjiev (89), Bulgaars voetballer[51]
- Pol de Beer (89), Nederlands politicus[52]
- Marcello Gandini (85), Italiaans auto-ontwerper[53]
- Philippe de Gaulle (102), Frans admiraal en politicus[54]
- Joop van Gils (96), Nederlands burgemeester[55]
- Sylvain Luc (58), Frans jazzgitarist[56]
- Jan Wouter van Reijen (80), Nederlands cameraman en regisseur[57]
- István Szilágyi (85), Hongaars-Roemeens schrijver en redacteur[58]
- Neofit van Bulgarije (Simeon Nikolov Dimitrov) (78), Bulgaars orthodox prelaat[59]
- Aribert Reimann (88), Duits componist, pianist en muziekwetenschapper[60]

### 14 maart
- Jos Ho Sack Wa (70), Surinaams taekwondoka en zangvogelsporter[61]
- Ted Immers (82), Nederlands voetbaltrainer[62]
- Byron Janis (95), Amerikaans klassiek pianist en componist[63]
- Léon Semmeling (84), Belgisch voetballer[64]
- Lamara Tsjkonia (93), Georgisch operazangeres[65]
- Frans de Waal (75), Nederlands primatoloog[66]

### 15 maart
- Hans Blum (95), Duits schlagerzanger[67]
- Joe Camp (84), Amerikaans filmregisseur[68]
- Paul Josef Cordes (89), Duits kardinaal[69]
- Vincent Monnikendam (87), Nederlands antropoloog en filmmaker[70]

### 16 maart
- André Van Maldeghem (86), Belgisch voetballer[71]
- Kees Verheul (84), Nederlands schrijver[72]

### 17 maart
- Iván Darío Bothia (33), Colombiaans wielrenner[73]
- Steve Harley (Stephen Malcolm Ronald Nice) (73), Brits muzikant[74]
- Thein Nyunt (75), Myanmarees politicus[75]
- Walter Van der Plaetsen (83), Belgisch politicus[76]

### 18 maart
- Rose Dugdale (82), Brits terrorist[77]
- Jimmy Hastings (85), Brits muzikant[78]
- Konstantin Koltsov (42), Wit-Russisch ijshockeyer[79]
- Peter Kunter (82), Duits voetballer[80]
- Joaquim Santos (71), Portugees rallyrijder[81]
- Kenjiro Shinozuka (75), Japans rallyrijder[82]
- Thomas Stafford (93), Amerikaans astronaut[83]

### 19 maart
- Paul de Ley (80), Nederlands architect[84]
- Joachim Franke (83), Duits ijshockeyer en ijshockey- en schaatstrainer[85]
- Ersen Martin (44), Duits-Turks voetballer[86]
- M. Emmet Walsh (88), Amerikaans acteur[87]
- Greg Lee (53), Amerikaans zanger[88]

### 20 maart
- António Pacheco (57), Portugees voetballer[89]
- Vernor Vinge (79), Amerikaans schrijver en wiskundige[90]

### 21 maart
- Orlando Aravena (81), Chileens voetballer en voetbaltrainer[91]
- Henk Couprie (94), Nederlands politicus en militair[92]
- Mary Meyers (78), Amerikaans schaatsster[93]
- Frédéric Mitterrand (76), Frans politicus en scenarioschrijver[94]
- Laurens van Rooyen (88), Nederlands pianist en componist[95]

### 22 maart
- Laurent de Brunhoff (98), Frans tekenaar[96]
- Peter Flik (85), Nederlands radiomaker en verslaggever[97]
- Wouter Oudemans (72), Nederlands filosoof[98]

### 23 maart
- Herman Gerdsen (70), Nederlands voetballer[99][100]
- Eli Noyes (81), Amerikaans animator[101]
- Maurizio Pollini (82), Italiaans pianist[102]

### 24 maart
- Péter Eötvös (80), Hongaars componist en dirigent[103]
- Def Rhymz (Dennis Bouman) (53), Surinaams-Nederlands rapper[104]
- Dick Schram (72), Nederlands hoogleraar[105]

### 25 maart
- Humphrey Campbell (66), Surinaams-Nederlands zanger[106]
- Chris Cross (Christopher Thomas Allen) (71), Brits muzikant[107]
- Andries Hoogerwerf (93), Nederlands politicoloog[108]
- Fritz Wepper (82), Duits acteur[109]

### 26 maart
- Jerre Hakse (86), Nederlands beeldend kunstenaar[110]
- Richard Serra (85), Amerikaans beeldhouwer en videokunstenaar[111]
- André Van Herpe (90), Belgisch voetballer[112]

### 27 maart
- Daniel Kahneman (90), Israëlisch-Amerikaans psycholoog[113]
- Joe Lieberman (82), Amerikaans politicus[114]
- Choi Dae-shik (59), Zuid-Koreaans voetballer[115]

### 28 maart
- Guy Goffette (76), Belgisch dichter en schrijver[116]
- Theo Olthuis (82), Nederlands schrijver en dichter[117]
- Max van Praag (80), Nederlands filmdistributeur[118]
- Igors Rausis (62), Lets schaker[119]

### 29 maart
- Jules Ajodhia (79), Surinaams politicus[120]
- Louis Gossett jr. (87), Amerikaans acteur[121]

### 30 maart
- Casey Benjamin (45), Amerikaans jazzsaxofonist, -toetsenist, producent en songwriter[122]
- Fred Gamble (92), Amerikaans autocoureur[123]
- Rob Kaman (63), Nederlands kickbokser[124]
- Ulrike Koch (73),  Zwitsers filmregisseuse en scenarioschrijfster[125]
- Chance Perdomo (27), Amerikaans acteur[126]

### 31 maart
- Barbara Baldavin (85), Amerikaans actrice[127]
- Barbara Rush (97), Amerikaans actrice[128]

januari· februari· maart· april· mei· juni· juli· augustus· september· oktober· november· december
1900 ·
1901 ·
1902 ·
1903 ·
1904 ·
1905 ·
1906 ·
1907 ·
1908 ·
1909 ·
1910 ·
1911 ·
1912 ·
1913 ·
1914 ·
1915 ·
1916 ·
1917 ·
1918 ·
1919 ·
1920 ·
1921 ·
1922 ·
1923 ·
1924 ·
1925 ·
1926 ·
1927 ·
1928 ·
1929 ·
1930 ·
1931 ·
1932 ·
1933 ·
1934 ·
1935 ·
1936 ·
1937 ·
1938 ·
1939 ·
1940 ·
1941 ·
1942 ·
1943 ·
1944 ·
1945 ·
1946 ·
1947 ·
1948 ·
1949 ·
1950 ·
1951 ·
1952 ·
1953 ·
1954 ·
1955 ·
1956 ·
1957 ·
1958 ·
1959 ·
1960 ·
1961 ·
1962 ·
1963 ·
1964 ·
1965 ·
1966 ·
1967 ·
1968 ·
1969 ·
1970 ·
1971 ·
1972 ·
1973 ·
1974 ·
1975 ·
1976 ·
1977 ·
1978 ·
1979 ·
1980 ·
1981 ·
1982 ·
1983 ·
1984 ·
1985 ·
1986 ·
1987 ·
1988 ·
1989 ·
1990 ·
1991 ·
1992 ·
1993 ·
1994 ·
1995 ·
1996 ·
1997 ·
1998 ·
1999 ·
2000 ·
2001 ·
2002 ·
2003 ·
2004 ·
2005 ·
2006 ·
2007 ·
2008 ·
2009 ·
2010 ·
2011 ·
2012 ·
2013 ·
2014 ·
2015 ·
2016 ·
2017 ·
2018 ·
2019 ·
2020 ·
2021 ·
2022 ·
2023 ·
2024 ·
2025